# Antonín Procházka

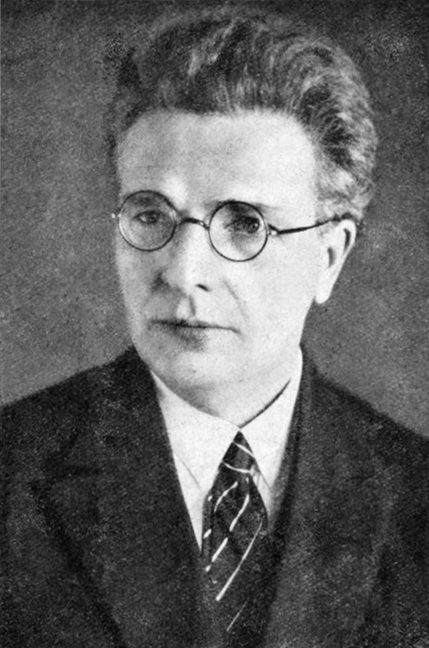
Antonim Procházka, que 1932

Antonín Procházka  (Vážany (Vyškova), 5 de junho de 1882 – Brno, 9 de junho de 1945) foi um pintor tcheco. A sua obra esteve a cavalo entre o expressionismo e o cubismo. Procházka expressou a beleza e a poesia dos objetos mundanos, que visava transcender extraindo deles uma visão idealizada, ainda que muito descritiva, empregando frequentemente a técnica da encáustica.